# Rugathodes aurantius
Rugathodes aurantius är en spindelart som först beskrevs av James Henry Emerton 1915.  Rugathodes aurantius ingår i släktet Rugathodes och familjen klotspindlar. Inga underarter finns listade i Catalogue of Life.